# رودی (فیلم)
رودی (به انگلیسی: Rudy) فیلمی محصول سال ۱۹۹۳ و به کارگردانی دیوید آنسپاف است. در این فیلم بازیگرانی همچون شان آستین، ند بیتی، چارلز اس. داتون، لیلی تیلور، رابرت پروسکی، جان فاورو، جیسون میلر، میچ رائوز، جان بیسلی، چلسی راس و وینس وان ایفای نقش کرده‌اند.